# Nagroda im. Johna W. Campbella za powieść
Nagroda im. Johna W. Campbella dla najlepszej powieści science fiction (ang. The John W. Campbell Memorial Award for Best Science Fiction Novel) – wyróżnienie przyznawane corocznie w latach 1973–2019 (z wyjątkiem 1994) przyznawana przez Centrum Badań Fantastyki Naukowej na Uniwersytecie Kansas dla autora najlepszej powieści science fiction opublikowanej w języku angielskim w poprzednim roku kalendarzowym. Pomysłodawcami nagrody byli znani pisarze, Harry Harrison i Brian Aldiss. W odróżnieniu od innych ważnych nagród science fiction takich, jak Nagroda Hugo i Nebuli, laureaci byli wybierani przez jurorów. Patronem nagrody był amerykański wydawca i pisarz John W. Campbell.
W 1976 roku jurorzy stwierdzili, że w poprzednim roku nie została opublikowana żadna wyróżniająca się powieść i nagrodę przyznali książce opublikowanej w 1970 roku. W 1994 roku nagroda nie została przyznana. Nie było to jednak związane z brakiem odpowiednich kandydatów do nagrody, ale z załamaniem się procesu nominacji.
Ceremonia wręczenia nagrody odbywała się początkowo w różnych miastach świata, a od 1979 na Uniwersytecie stanu Kansas, gdzie stała się centralnym punktem tygodniowej konferencji poświęconej pisarstwu, grafice, publikacji, nauczaniu i krytyce science fiction.
W 2019 Centrum Badań Fantastyki Naukowej ogłosiło plany zmiany nazwy nagrody, ale przez kolejne lata nie ukazały się żadne informacje o nagrodzie, a wręczenie nagród zostało odwołane w latach 2020–2022 z powodu pandemii COVID-19 oraz zmian organizacyjnych w Centrum. W 2022 Centrum Studiów nad Science Fiction zostało przejęte przez wydział anglistyki Uniwersytetu w Kansas, co zakończyło przyznawanie nagrody.

## Nagrodzeni
| Rok  | Autor                                            | Tytuł                                                                                     |
| ---- | ------------------------------------------------ | ----------------------------------------------------------------------------------------- |
| 1973 | Barry N. Malzberg                                | Beyond Apollo                                                                             |
| 1974 | Arthur C. Clarke                                 | Spotkanie z Ramą (Rendezvous with Rama)                                                   |
| 1974 | Robert Merle                                     | Malevil                                                                                   |
| 1975 | Philip K. Dick                                   | Płyńcie łzy moje, rzekł policjant (Flow My Tears, The Policeman Said)                     |
| 1976 | Wilson Tucker (specjalna nagroda retrospektywna) | The Year of the Quiet Sun                                                                 |
| 1977 | Kingsley Amis                                    | Alteracja (The Alteration)                                                                |
| 1978 | Frederik Pohl                                    | Gateway. Brama do gwiazd (Gateway)                                                        |
| 1979 | Michael Moorcock                                 | Gloriana                                                                                  |
| 1980 | Thomas M. Disch                                  | Na skrzydłach pieśni (On Wings of Song)                                                   |
| 1981 | Gregory Benford                                  | Timescape                                                                                 |
| 1982 | Russell Hoban                                    | Riddley Walker                                                                            |
| 1983 | Brian W. Aldiss                                  | Wiosna Helikonii (Helliconia Spring)                                                      |
| 1984 | Gene Wolfe                                       | Cytadela Autarchy (The Citadel of the Autarch)                                            |
| 1985 | Frederik Pohl                                    | The Years of the City                                                                     |
| 1986 | David Brin                                       | Listonosz (The Postman)                                                                   |
| 1987 | Joan Slonczewski                                 | A Door into Ocean                                                                         |
| 1988 | Connie Willis                                    | Lincoln’s Dreams                                                                          |
| 1989 | Bruce Sterling                                   | Islands in the Net                                                                        |
| 1990 | Geoff Ryman                                      | Dziecięcy ogród (The Child Garden)                                                        |
| 1991 | Kim Stanley Robinson                             | Pacific Edge                                                                              |
| 1992 | Bradley Denton                                   | Buddy Holly żyje i pozdrawia z Ganimedesa (Buddy Holly Is Alive and Well on Ganymede)     |
| 1993 | Charles Sheffield                                | Brother to Dragons                                                                        |
| 1994 | nagrody nie przyznano                            |                                                                                           |
| 1995 | Greg Egan                                        | Miasto permutacji (Permutation City)                                                      |
| 1996 | Stephen Baxter                                   | Statki czasu (The Time Ships)                                                             |
| 1997 | Paul McAuley                                     | Kraina baśni (Fairyland)                                                                  |
| 1998 | Joe Haldeman                                     | Wieczny pokój (Forever Peace)                                                             |
| 1999 | George Zebrowski                                 | Brute Orbits                                                                              |
| 2000 | Vernor Vinge                                     | Otchłań w niebie (A Deepness in the Sky)                                                  |
| 2001 | Poul Anderson                                    | Genesis                                                                                   |
| 2002 | Jack Williamson                                  | Terraforming Earth                                                                        |
| 2002 | Robert Charles Wilson                            | Chronolity (The Chronoliths)                                                              |
| 2003 | Nancy Kress                                      | Przestrzeń prawdopodobieństwa (Probability Space)                                         |
| 2004 | Jack McDevitt                                    | Omega                                                                                     |
| 2005 | Richard Morgan                                   | Siły rynku (Market Forces)                                                                |
| 2006 | Robert J. Sawyer                                 | Mindscan                                                                                  |
| 2007 | Ben Bova                                         | Tytan. Jutro zaczyna się dzisiaj (Titan)                                                  |
| 2008 | Kathleen Ann Goonan                              | In War Times                                                                              |
| 2009 | Cory Doctorow                                    | Mały Brat (Little Brother)                                                                |
| 2009 | Ian R. MacLeod                                   | Pieśń czasu (Song of Time)                                                                |
| 2010 | Paolo Bacigalupi                                 | Nakręcana dziewczyna (The Windup Girl)                                                    |
| 2011 | Ian McDonald                                     | Dom derwiszy (The Dervish House)                                                          |
| 2012 | Christopher Priest                               | The Islanders                                                                             |
| 2012 | Joan Slonczewski                                 | The Highest Frontier                                                                      |
| 2013 | Adam Roberts                                     | Jack Glass: The Story of a Murderer                                                       |
| 2014 | Marcel Theroux                                   | Strange Bodies                                                                            |
| 2015 | Claire North                                     | Pierwszych piętnaście żywotów Harry’ego Augusta (The First Fifteen Lives of Harry August) |
| 2016 | Eleanor Lerman                                   | Radiomen                                                                                  |
| 2017 | Lavie Tidhar                                     | Stacja centralna (Central Station)                                                        |
| 2018 | David Walton                                     | The Genius Plague                                                                         |
| 2019 | Sam J. Miller                                    | Blackfish City                                                                            |